# NGC 536
NGC 536 je spirální galaxie s příčkou v souhvězdí Andromeda. Její zdánlivá jasnost je 12,4m a úhlová velikost 3,3′ × 1,2′. Je vzdálená 238 milionů světelných let, její průměr je  225 tisíc světelných let. Galaxii objevil 13. srpna 1784 William Herschel.
NGC 536 náleží spolu s galaxiemi NGC 531, NGC 529 a NGC 542 ke kompaktní skupině HCG 10.
V galaxii byla pozorována supernova SN 1963N typu II.

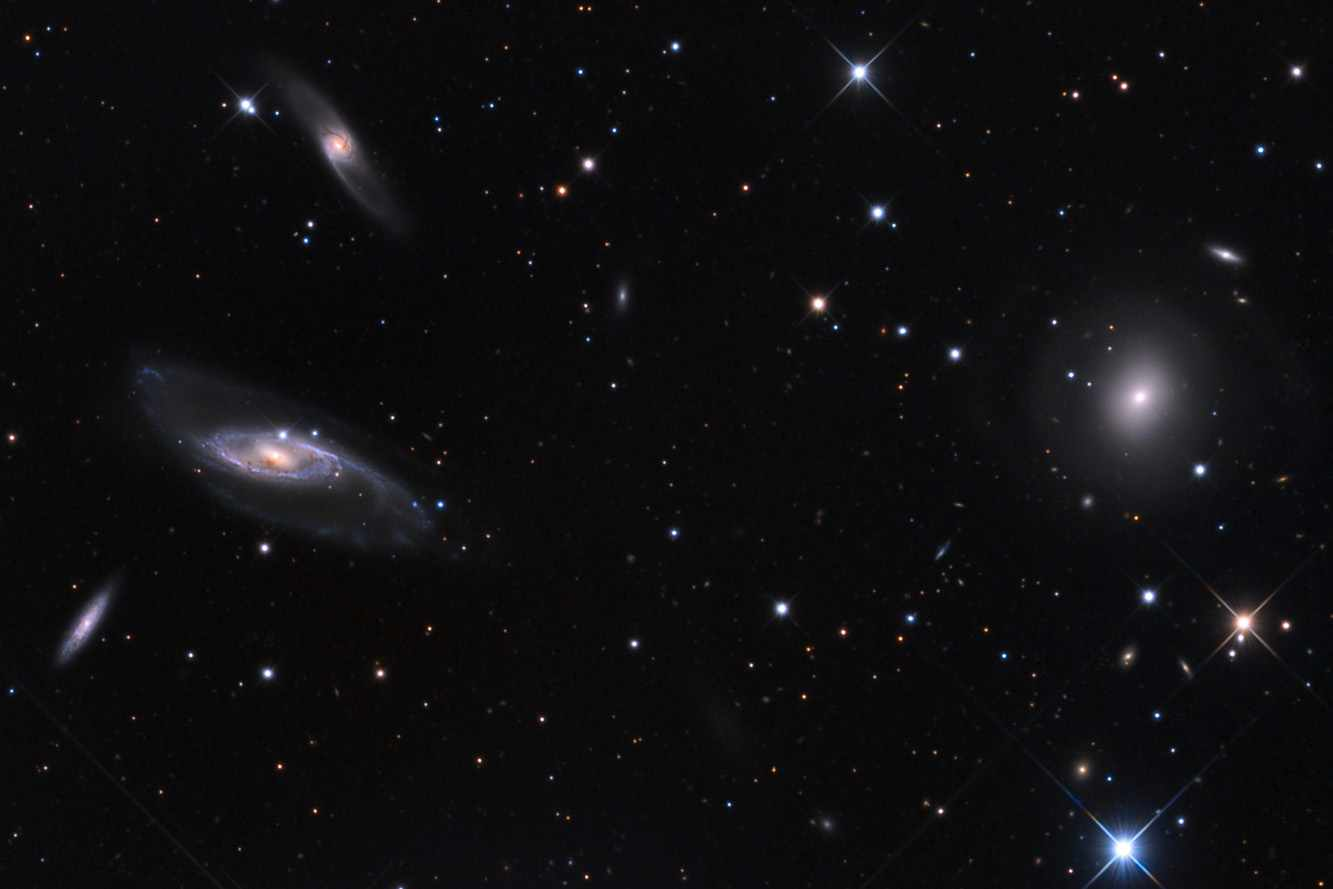
skupina HCG 10, NGC 536 vlevo uprostřed, snímek z 80cm dalekohledu Schulman Telescope